# Simon Kanzler
Simon Kanzler (* um 1987) ist ein deutscher Jazzmusiker (Vibraphon, Laptop, Komposition), der auch der Neuen Musik verpflichtet ist.
Kanzler, der in Ottersweier aufwuchs und die Heimschule Lender besuchte, studierte am Jazzinstitut Berlin. 2012 erschien sein Debütalbum Talking Hands. Auf seinem Album Double Identity (2016) setzt er ein Jazzquintett einem Kammerensemble unter Chatschatur Kanajan gegenüber. 2013 war er einer der Initiatoren des Berliner Musikerkollektivs KIM (Komponierte und Improvisierte Musik), mit dem er mehrfach beim JazzFest Berlin auftrat.
Kanzler, der zunehmend Kammermusik für unterschiedliche Besetzungen komponiert, arbeitet seit 2018 von New York aus.

## Diskographische Hinweise
- Talking Hands (Unit Records 2012, mit Anna Webber, Igor Spallati, Tilo Weber)[4]
- Dialogue (Unit Records 2014, mit Geoffroy de Masure, Otis Sandsjö, Igor Spallati, Tilo Weber)[5]
- Double Identity (WhyPlayJazz 2016 mit Elias Stemeseder, Igor Spallati, Max Mucha, Max Andrzejewski; Chamber Ensemble: Chatschatur Kanajan, Benjamin Weidekamp, Florian Bergmann, Elvira van Groningen, Clémence de Forceville, Karen Lorenz, Sirja Nironen, Antonis Anissegos)[6]
- Nodía Es (WhyPlayJazz 2020, mit Johnna Wu, Dora Osterloh, Laura Winkler, Tobias Christl, Roman Laskowski, Liz Kosack, Dan Peter Sundland, Valentin Schuster, sowie Otis Sandsjö, Daniel Bödvarsson, Raphael Meinhart)[7]